# فرید الحربی
فرید الحربی (عربی: فريد الحربي؛ زادهٔ ۱۸ فوریهٔ ۱۹۹۰) یک ورزشکار اهل عربستان سعودی است.